# Antonio Martorella
Antonio Martorella (Pescara, 19 febbraio 1970) è un ex calciatore italiano, di ruolo centrocampista.
Dottore commercialista, tra il 2009 e il 2014, è stato Assessore alle Politiche del lavoro della Provincia di Pescara.
È uno dei tre calciatori, assieme a Denis Godeas ed a Marcello Diomedi ad aver segnato in tutte le categorie italiane, dalla Serie A alla Terza Categoria.
Attualmente è presidente della Folgore Delfino Curi Pescara che milita nel Campionato di Eccellenza Abruzzese.

## Carriera
Nella stagione 1992-1993 ha giocato 7 partite in Serie A con la maglia del Pescara, segnando un gol alla Juventus nella partita del 30 maggio 1993 finita 5-1 per gli abruzzesi. Ha inoltre totalizzato 55 presenze e 3 reti in Serie B, sempre col Pescara, dal 1989 al 1992. Lasciati i biancazzurri nel 1993 dopo la retrocessione fra i cadetti, ha proseguito la carriera fra Serie C1 e Serie C2.
Ha collezionato anche 1 presenza nella Under-21 di Serie B.

### Nazionale
Nell'agosto del 1997 ha fatto parte della Nazionale universitaria italiana che in Sicilia ha vinto la medaglia d'oro al torneo di calcio della XIX Universiade.

## Palmarès

### Giocatore

#### Club
- Campionato Nazionale Dilettanti: 1

Moncalieri: 1999-2000

#### Nazionale
- Universiade: 1

Sicilia 1997